# Николенко, Сергей Игоревич
Серге́й И́горевич Нико́ленко (р. 11 августа 1984, Псков) — российский игрок телеклуба «Что? Где? Когда?». Также играет в спортивную версию «Что? Где? Когда?», чемпион мира (2015, 2017). Является сотрудником лаборатории математической логики Санкт-Петербургского отделения Математического института РАН, лаборатории интернет-исследований Высшей школы экономики, преподаёт также в Академическом университете РАН. Директор по научным исследованиям (Chief Research Officer) платформы Neuromation.

## Образование и научная деятельность
С 1994 по 1998 год учился в Псковском техническом лицее, который окончил с отличием. Следующий год Николенко посвящает учёбе в США (University High School, Грили, Колорадо), в 1999 году окончил это учебное заведение с отличием. Последующие пять лет Сергей Николенко учился в Санкт-Петербургском государственном университете на математико-механическом факультете (кафедра высшей алгебры), в 2005 году окончил его по специальности «Математика».
С 2006 по 2007 год проходил инженерную стажировку в компании Google Inc (Санкт-Петербург).
С 2005 по 2008 год являлся аспирантом лаборатории математической логики ПОМИ РАН. В 2009 году защитил диссертацию на соискание степени кандидата физико-математических наук на тему «Новые конструкции криптографических примитивов, основанные на полугруппах, группах и линейной алгебре Архивная копия от 18 августа 2016 на Wayback Machine» под руководством Э. А. Гирша.
Ещё с аспирантских лет работал преподавателем-ассистентом в Санкт-Петербургском государственном университете информационных технологий, механики и оптики (2006—2010), а также являлся старшим научным сотрудником Центра речевых технологий в Санкт-Петербурге (2008—2010).
В настоящее время Сергей работает младшим научным сотрудником лаборатории математической логики ПОМИ РАН, лаборатории интернет-исследований Высшей школы экономики, преподаёт также в Академическом университете. В основном занимается исследованиями и преподаванием в области теоретической информатики и криптографии, машинного обучения, вероятностного представления знаний и теории экономических механизмов.